# Langanki (powiat bartoszycki)
Langanki (niem. Langhanken) – osada w Polsce położona w województwie warmińsko-mazurskim, w powiecie bartoszyckim, w gminie Sępopol. W latach 1975–1998 miejscowość należała administracyjnie do województwa olsztyńskiego.

## Historia
Wieś lokowana w 1502 r. jako służebny majątek rycerski pod nazwą Langhennicken. W latach 1728–1744 należał do rodziny Pilchowskich. W 1889 r. Langanki nadal były majątkiem ziemskim, który wraz z folwarkiem Boryty zajmował obszar 478 ha i był w posiadaniu rodu von Kunheim.
We wsi była szkoła. W 1935 r. szkoła zatrudniała jednego nauczyciela, nauczającego 53 uczniów. Po 1945 r. w szkole uczył Henryk Srokosz. W 1972 r. szkoła została zlikwidowana.
W 1939 r. we wsi było 170 mieszkańców.
W 1983 r. wieś była [PGR]em, ze zwarta zabudową, na którą składało się 10 budynków mieszkalnych ze 117 osobami. We wsi była świetlica, sala kinowa na 100 miejsc, a ulice miały elektryczne oświetlenie. 